# Flame Is Burning
Flame Is Burning песма је руске поп певачице Јулије Самојлове са којом је требало да представља Русију на Песми Евровизије 2017. у Кијеву.